# Division Rampart
 (décembre 2020).
Le contenu est difficilement compréhensible vu les erreurs de traduction, qui sont peut-être dues à l'utilisation d'un logiciel de traduction automatique.
La division Rampart, en anglais : Rampart Division, du Los Angeles Police Department (LAPD) aux États-Unis, est un poste de police qui dessert les communautés situées à l'ouest du Downtown Los Angeles (DTLA), notamment les quartiers de Silver Lake, Echo Park, Pico-Union et Westlake, tous désignés ensemble comme la zone de patrouille Rampart. Son nom vient du boulevard Rampart, l'une des principales artères de la zone de patrouille. Le premier poste de police ouvre ses portes en 1966, au 2710 West Temple Street. En 2008, le personnel déménage au sud-est, dans des locaux plus récents, situés au 1401 West 6th Street. Avec près de 300 000 résidents et une superficie de 14 km2, Rampart est l'une des communautés les plus densément peuplées de Los Angeles. À la fin des années 1990, le Community Resources Against Street Hoodlums (CRASH), unité antigang de cette division, est impliqué dans une vaste affaire de corruption, le scandale Rampart.

## Description

### Histoire de la division Rampart
La division Rampart, également appelée Patrol Area #2 (en français : zone de patrouille n°2), du Los Angeles Police Department (LAPD) est créée en octobre 1966. Elle est formée à partir de parties des régions du centre, du Wilshire, de l'université (aujourd'hui le sud-ouest) et de Hollywood du LAPD. William H. Parker est alors le chef de la police de Los Angeles. Il déclare que la nouvelle division Rampart est nécessaire pour réduire l'écart entre les régions métropolitaines, Hollywood et Wilshire. Plusieurs emplacements pour le poste de police d'origine sont envisagés avant que la zone de Rampart Heights ne soit finalement choisie en 1961. En 1963, la propriété située à l'angle sud-ouest de Temple Street et de Benton Way est acquise et la construction commence en décembre 1964. Le coût total du site, de la conception, de la construction, de l'équipement et de l'ameublement s'élève à 1 419 397 dollars.
Le poste de police de la division Rempart du LAPD, situé au 2710 West Temple Street, est officiellement ouvert le 23 octobre 1966 sous le commandement du capitaine R. O. Bradley. La zone de Rampart s'étend sur environ 13,7 miles2 et dessert environ 200 000 citoyens. Ses frontières, à l'époque, étaient : Normandie Avenue à l'ouest, Santa Monica Boulevard, Hyperion Avenue et la rivière Los Angeles au nord, l'autoroute 110-Pasadena/Harbor à l'est et l'autoroute 10-Santa Monica au sud. Avec l'augmentation de la population et le besoin de personnel supplémentaire, pour desservir la région, l'espace devient un problème. Les fonctions de détectives sont finalement transférées dans un bâtiment séparé, situé au 303 S. Union Avenue.
Après 40 ans d'usure, le moment est venu de remplacer le poste d'origine sur Temple Street. Il est décidé de construire le nouveau poste de police sur le site où se trouvait alors l'ancien hôpital Central Receiving. Le nouveau poste de police communautaire de Rampart, situé au 1401 W. 6th Street, ouvre ses portes le 25 juillet 2008 sous le commandement du capitaine III John Egan et du capitaine I Paul Hernandez. Il compte environ 275 officiers de police, 55 détectives et 50 membres civils. Le poste réunit à nouveau la patrouille et les détectives de Rampart sous un même toit, au service d'environ 375 000 personnes dans une zone de 8 miles carrés. Peu après l'ouverture du nouveau poste, le LAPD créé une nouvelle division, la zone olympique (no 20). Le 4 janvier 2009, ce poste de police ouvre ses portes et couvre une partie de ce qui était auparavant le côté ouest de la division Rempart, de Normandie à Hoover Street. Actuellement, la division Rampart compte environ 330 personnes qui fournissent des services à environ 164 961 habitants dans une zone compacte de 5,54 miles carrés. La densité de population de la zone de Rampart est similaire à celle de l'île de Manhattan. Elle dessert les communautés d'Angelino Heights, Echo Park, Silver Lake, Historic Filipinotown, Korea Town, Lafayette Park, MacArthur Park, Pico-Union, Temple-Beaudry, Virgil Village et Westlake.

### Le conseil consultatif de la police communautaire de Rampart
Le conseil consultatif de la police communautaire de Rampart (C-PAB) reste actif au sein de comités traitant de questions spécifiques telles que la circulation, la criminalité, les programmes pour la jeunesse et l'adhésion. Chaque membre est actif de manière indépendante dans la communauté et a la capacité de relayer l'information à des milliers de membres de la communauté. Les membres du CPAB fournissent un service extrêmement précieux à la zone Rampart car ils sont en mesure de relayer le pouls et le sentiment de la communauté à tout moment.
Les conseils consultatifs de la police communautaire (C-PAB) sont créés en 1993, pour permettre aux membres de la communauté de fournir des informations et des conseils à leur zone respective et de rapporter les informations du service de police à la communauté. Chacune des 21 zones géographiques (postes de police communautaires) de Los Angeles possède son propre C-PAB. Ces groupes consultatifs se réunissent tous les mois pour discuter des questions de criminalité et de qualité de vie. Chaque C-PAB a deux coprésidents, l'un d'entre eux étant le commandant de zone, tandis que le second est un membre civil élu par les membres. Récemment, de nombreux C-PAB ont formé des sous-comités, en plus du groupe général, pour s'attaquer à des problèmes spécifiques de criminalité et de qualité de vie. Parmi les exemples de sous-comités C-PAB, on peut citer les graffitis, les jeunes, les sans-abri et la circulation.

### Gangs de rue criminels dans la zone du Rampart
Rampart a peut-être été l'un des territoires les plus contestés par les gangs de Los Angeles. Il existe de nombreux gangs de rue criminels dans la zone de Rampart. Ils comprennent, entre autres, les éléments suivants : 18th Street Gang, Mara Salvatrucha, Echo Park, Rockwood, Temple St, Witmer St, Clanton 14, Wanderers, Varrio Vista Rifa, Head Hunters, Diamond St et La Mirada Locos, également des gangs asiatiques tels que Satanas, FlipSide 13, HellSide Gang, Tropang HudaS, sans oublier une faction Blood et une faction Crip. Les injonctions contre les gangs ont contribué à réduire les crimes et la violence des gangs dans la zone Rampart.

### Le scandale Rampart
L'unité anti-gang du Community Resources Against Street Hoodlums (CRASH), créée sous la direction du chef du LAPD, Daryl Gates, à la fin des années 1970, rencontre un certain succès au sein de la division Rampart. Cependant, en 1998-2000, des allégations flagrantes, de fautes policières extrêmes, au sein de l'escouade du CRASH de Rampart, commencent à apparaître. Ces fautes impliquent plusieurs officiers et detectives, notamment Rafael Pérez. Il est soupçonné d'être impliqué dans un vol de banque commis par un autre officier de la division Rempart, David Mack. Celui-ci est responsable du vol de 6 livres de cocaïne dans un casier de la police de Los Angeles, ce qui conduit à son arrestation. Son méfait le plus flagrant est d'avoir tiré sur Javier Ovando (en), membre d'un gang, celui-ci n'étant pas armé. Pérez a d'abord affirmé qu'Ovando avait ouvert le feu à la fois sur lui et sur un autre officier, Nino Durden (en). Les deux officiers auraient ensuite riposté, laissant Ovando paralysé. Pérez et Durden piègent ensuite Ovando pour l'attaque, ce qui fait qu'il est reconnu coupable et condamné à 23 ans de prison (Ovando est libéré lorsque Pérez admet avoir tiré sur lui et l'avoir piégé). Après plusieurs autres incidents, le LAPD commence à se méfier de Pérez et à enquêter sur lui. Pérez a, par la suite, plaidé coupable pour le vol de la cocaïne, en échange d'informations sur d'autres agents corrompus de la division Rempart. À son tour, Pérez implique environ 70 officiers pour mauvaise conduite.

## Évènements notables

### Prise d'otage au consulat mexicain
Le 9 novembre 2004, vers 8h30, la police de Los Angeles reçoit un appel au 911 venant d'un homme armé qui tente de prendre un otage à l'intérieur du consulat mexicain, au 2401 W. 6th Street. Des patrouilleurs de la division Rampart interviennent et, alors qu'ils mettent en place un périmètre, ils voient un suspect masculin quitter le bâtiment, tenant une femme en otage. Le suspect la maintient fermement par derrière, avec son bras autour du cou. Il semble être armé d'une arme de poing. Le sergent Hector Feliciano tire avec son arme de poing, touchant le suspect, qui libère l'otage et tombe à terre. Le suspect est ensuite identifié comme étant Manuel Jubenal Ortiz, 19 ans, et l'arme qu'il porte est, en fait, un pistolet de départ. L'otage, Dunia Gonzalez, 31 ans, qui est enceinte et employée du consulat mexicain, n'est pas blessée. Elle est emmenée en toute sécurité loin de la scène par un autre officier de Rampart. Le suspect, blessé par l'officier impliqué dans la fusillade, est emmené en ambulance de secours au centre médical de l'Université de Californie du Sud (USCMC), où il décède par la suite. Le FBI s'occupe de l'enquête criminelle avec l'aide de la division des vols et homicides. Le drame s'est déroulé en direct à la télévision. Le sergent Feliciano reçoit la médaille de la bravoure du Los Angeles Police Department et une mention honorable, lors de la cérémonie de remise des prix Top Cop Award, organisée par la NAPO (en).

### Poursuite et fusillade avec une personne suspectée de meurtre et decarjacking
Le 11 septembre 2012, des agents du Rampart remarquent un véhicule, déclaré comme volé sous la menace d'une arme plus tôt dans la journée dans le quartier de North Hollywood. Les agents tentent de l'arrêter vers 18 heures, près de l'intersection de Sunset Boulevard et Rosemont Avenue, mais le suspect refuse, menant la police dans une poursuite à travers Echo Park, Silver Lake et le centre-ville, pendant plus d'une heure. Au cours de la poursuite, les agents reconnaissent le suspect comme étant une personne recherchée dans le cadre d'un homicide commis plus tôt dans l'année. La poursuite se termine lorsque le conducteur percute un autre véhicule, à l'intersection de South Bixel et de West 7th Street. Le suspect sort de la voiture volée avec un fusil d'assaut et engage les officiers dans une fusillade jusqu'à ce qu'il soit blessé et placé en détention. Aucun officier n'est blessé. Le civil qui se trouve dans la voiture que le suspect a embouti, est secouru par les officiers et emmené en lieu sûr. Pour leurs actes de bravoure dépassant le simple appel du devoir, les officiers des divisions Rampart, Olympic et Metropolitan, du LAPD, sont honorés lors d'une cérémonie à la Maison-Blanche par le président Barack Obama. Ils reçoivent le prestigieux Top Cop Award de la NAPO (en).

## Culture populaire

### Au cinéma

#### Colors
Colors, un film de 1998, avec Robert Duvall) et Sean Penn, tente de montrer de façon réaliste le travail de la police en mettant en scène la vie d'un vétéran et d'un agent débutant du LAPD, associés dans un quartier de Los Angeles, infesté par les gangs. Le film utilise en fait le réel acronyme CRASH, car les personnages de la division, Duvall et Penn, y travaillent.

#### Training Day
Training Day, film de 2001, avec Denzel Washington et Ethan Hawke, suit une journée intense dans la vie d'un jeune officier du LAPD, Jake Hoyt (Hawke), alors qu'il est soumis à une évaluation particulièrement difficile par Alonzo Harris (Washington), un inspecteur hautement décoré de la division des stupéfiants du LAPD, pour voir s'il a ce qu'il faut pour être un « narc » (officier des stupéfiants). Il est en partie basé sur l'unité CRASH de la division Rampart, sur le scandale qui l'entoure.

#### Collision
Dans le film Collision, tourné en 2004, un policier noir en congé est abattu par un policier blanc en congé, dans une série d'événements très similaires au tournage de Kevin Gaines. Ledit officier noir est, par la suite, jugé corrompu, tout comme dans l'affaire de Kevin Gaines. Cependant, dans le film, la nature corrompue de l'officier noir est supprimée par le procureur de la ville afin de ne pas perdre le vote des noirs.

#### Dirty
Une autre représentation du scandale Rampart peut être vue dans le film Dirty, qui suit deux membres corrompus d'une unité anti-gang du LAPD (représentée par Clifton Collins Jr. et Cuba Gooding Jr.) pendant une journée de travail, en montrant des actes tels que le meurtre de membres de gangs, le vol de preuves liées aux stupéfiants et la mise en place de preuves sur les victimes de tirs tout en montrant les conséquences éventuelles de ces actions.

#### Faster
En 2010, le film Faster met en scène un officier de police, joué par Billy Bob Thornton qui se révélé être un ancien officier corrompu du CRASH de la division Rampart.

#### Rampart
Rampart est un long métrage de 2011 dérivé du scandale Rampart et mettant en vedette Woody Harrelson, Ben Foster et Ice Cube. Basé sur un scénario de James Ellroy qui couvre à la fois le scandale et les unités CRASH du LAPD impliquées. Harrelson dépeint Dave Brown, un officier du LAPD, en conflit personnel et professionnel, pris dans la tourmente du scandale qui le porte à l'attention de Kyle Timkins (Ice Cube) en tant qu'enquêteur des affaires internes. Le tournage s’achève en décembre 2010, à Los Angeles.

### Dans les séries télévisées

#### Auto-patrouille
Bien qu'elle ne se déroule pas dans la division Rampart, la série télévisée Auto-patrouille (en anglais : Adam-12) a pour cadre le poste de police de la division Rampart Division sur Temple Street. Cependant, selon l'indicatif radio de l'unité « 1-Adam 12 », le poste est en fait la station de la division centrale (Division One), qui dessert Downtown Los Angeles, au centre-ville.

#### Southland
Southland présente le nouveau poste de la division Rampart, au 1401 W. 6th St., notamment la salle d'appel et les bureaux du poste de police. La série, acclamée par la critique, se déroule de 2009 à 2013. Southland jette un « regard cru et authentique » sur Los Angeles et la vie des agents du LAPD qui y travaillent. La première saison de la série est centrée sur les expériences et les interactions des patrouilleurs et des détectives du LAPD. Il s'agit plus d'un drame axé sur les personnages que sur les procédures policières.

#### The Shield
La série The Shield est inspirée par l'unité CRASH de la division Rampart. Appelée à l'origine Rampart lors des premières annonces, le titre est ensuite modifié à la demande de la police de Los Angeles. Le LAPD estimait que le titre Rampart les dépeindrait comme étant corrompus. En conséquence, la série est créée dans la division fictive de Farmington (la Ferme) de Los Angeles (basée sur East et South Central Los Angeles), en utilisant une église convertie (la Grange) comme poste de police. Elle suit principalement les activités du détective Vic Mackey (en) (joué par Michael Chiklis) et des detectives corrompus sous son commandement, Shane Vendrell, Curtis Lemansky et Ronnie Gardocki, qui forment la Strike Team (en français : équipe de frappe), une unité expérimentale spéciale du LAPD, spécialisée dans la lutte contre les gangs et le trafic d'armes et de drogues.

### Dans la littérature

#### Echo Park
Echo Park est un roman de Michael Connelly, dans la série Harry Bosch. Lors d'un contrôle routier fortuit dans le quartier d'Echo Park, Reynard Waits est arrêté alors qu'il transporte des morceaux d'un corps humain dans sa camionnette. L'inspecteur Freddy Olivas travaille sur l'affaire et Richard O'Shea est le procureur désigné. Bientôt Waits avoue une série de meurtres impliquant des prostituées et des fugueurs, ainsi que deux meurtres antérieurs : l'un d'un prêteur sur gages, lors des émeutes de 1992, l'autre de Marie Gesto.

### Dans les jeux vidéo

#### Grand Theft Auto: San Andreas
Le jeu Grand Theft Auto: San Andreas se déroule en 1992 dans une version fictive de Los Angeles, il implique deux agents corrompus du CRASH dont un qui n'est pas d'accord avec les autres. La devise du CRASH, « intimider ceux qui intimident les autres », est prononcée directement par l'un de ces personnages au cours du jeu.

### Source de la traduction
- (en) Cet article est partiellement ou en totalité issu de l’article de Wikipédia en anglais intitulé « LAPD Rampart Division » (voir la liste des auteurs).